# Pupisoma sp. nov. 1
Pupisoma sp. nov. 1 é uma espécie de gastrópode  da família Vertiginidae
É endémica de Nicarágua.